# 渡鴉
渡鴉是一種全身黑色的大型雀形目鴉屬鳥類，俗称为胖头鸟。分佈於北半球，是所有鴉科中分佈最廣泛的一類。目前已知有八個亞種，不同亞種之間在外表上只有些許不同，但在遺傳學上差異則較明顯。
渡鴉是最大的兩種烏鴉之一，可能與厚嘴渡鴉（C. crassirostris）同是雀形目中最重的鳥類。成熟的渡鴉長約56-69厘米，最重紀錄為0.69到1.63公斤。野外渡鴉一般有10到15年的壽命，但曾有達40歲的紀錄。幼鳥成群活動，之後則與伴侶共同生活，每對伴侶皆有各自的領域。
渡鴉與人類共存了超過一千年，在某些地區的繁殖頗為成功，甚至被認為是瘟疫。牠們繁殖的速度之快在於其雜食的特性 。渡鴉在覓食方面相當靈敏且投機。牠們的主要糧食是腐肉、昆蟲、食物殘渣、穀物、漿果、水果及小型動物。
渡鴉有一些著名的問題解決技巧，居住在人類社區的渡鴉能聰明的利用各種資源，豢養情況下亦可理解人類的指令，因此被認為有著高度智力。多個世紀以來，牠們出現在神話、民間故事、藝術及文學中。渡鴉在一些文化裡被尊崇為神或神明，包括斯堪的納維亞半島、古愛爾蘭與威爾斯、不丹及北美洲西北岸。

## 分類學
渡鴉是眾多由卡爾·林奈於18世紀所描述的物種之一。牠是鴉屬的模式種，鴉屬的學名（Corvus）是源於拉丁文「渡鴉」的意思。而牠的種小名corax，是來自古希臘文的，意思亦是「渡鴉」或「烏鴉」。「渡鴉」這個詞，也用來稱呼鴉屬內的其他物種，但牠們往往未必與渡鴉有密切關聯。而有些如澳洲渡鴉與林渡鴉，就明顯與其他澳洲的渡鴉有著關聯。現在，原來的渡鴉被稱為普通渡鴉或北方渡鴉。
渡鴉的英文是「Raven」，與很多古日耳曼語都相似；古英語的渡鴉是，古諾爾斯語及古高地德語分別是及「(h)raban」，所有這些詞都是從原始日耳曼語的「*khrabanas」而來。一種古蘇格蘭語就以「corby」或「corbie」，法文有類似的「corbeau」，來表示渡鴉及小嘴烏鴉。

### 分類
渡鴉的近親是非洲的褐頸渡鴉（C. ruficollis）及染色鴉（C. albus），及北美洲西南部的白頸渡鴉（C. cryptoleucus）。現時已知渡鴉共有八個亞種：
- C. c. corax：指名亞種，出沒於歐洲，東臨貝加爾湖，南部達高加索地區及伊朗北部。牠的喙較短及彎曲。
- C. c. varius：出沒於冰島及法羅群島。牠比C. c. corax及C. c. principalis色澤較暗，為中型大小，頸部羽毛的底部呈白色。

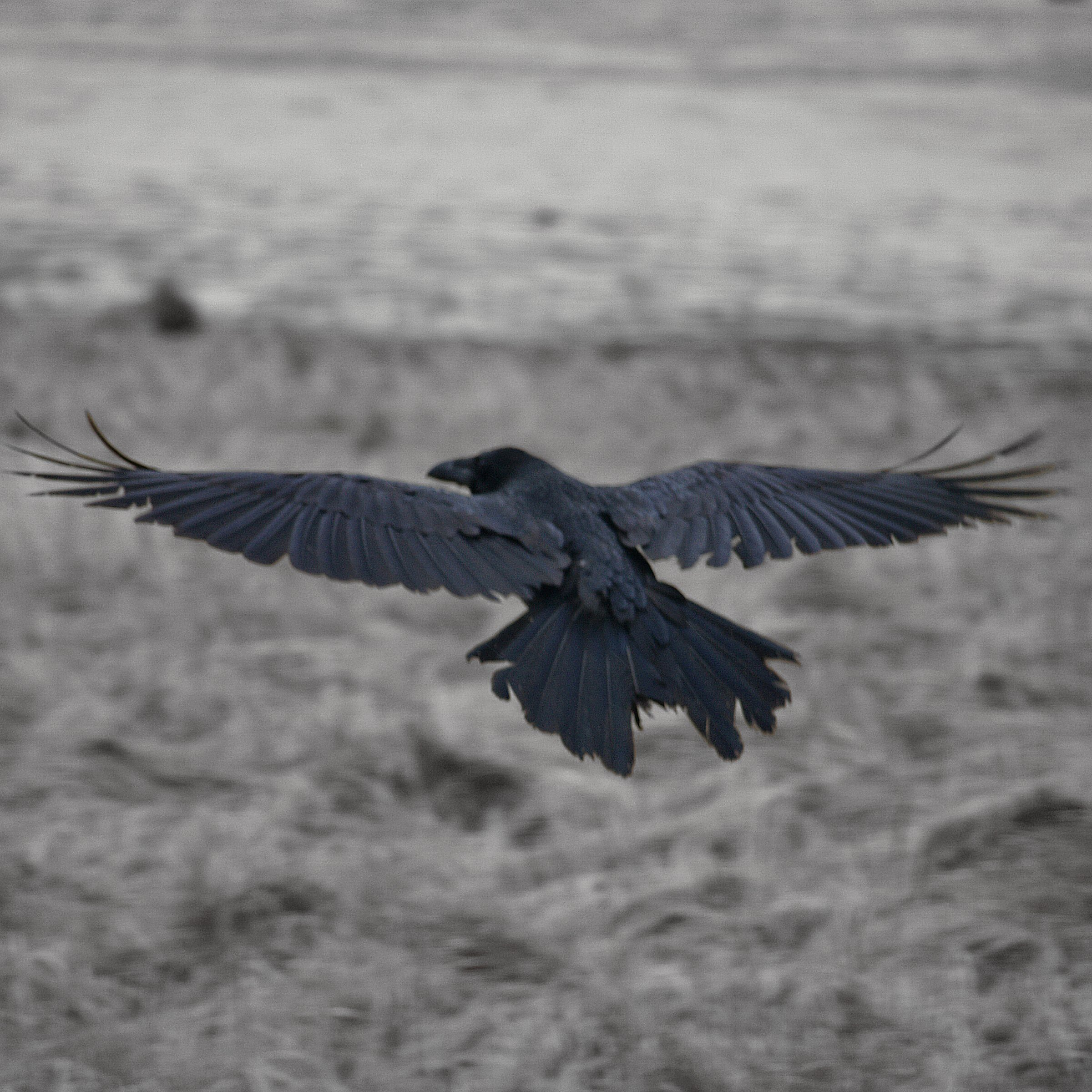
冰島塞爾蒂亞納上空飛行的渡鴉。

- C. c. subcorax：出沒於希臘，東臨印度西北部、中亞及中國西部（但不包括喜瑪拉雅山區）。牠比指名亞種較大，但頸羽則較短。牠的羽毛接近全黑，唯頸部及胸部的羽毛呈像褐頸渡鴉的褐色，當羽毛磨損時這會更為顯注。雖然牠們的頸羽底部會有些變化，但一般都是白色的。
- C. c. tingitanus：出沒於北非及加那利群島。這是最小的亞種，頸羽最短及全身羽毛都有油性光澤。牠們的喙很短，但明顯的堅硬及彎曲。當磨損時，頭部及身體羽毛會呈現出深褐色。
- 青藏渡鴉 C. c. tibetanus：出沒於喜瑪拉雅山。牠們是最大型及最有光澤的亞種，而頸羽亦是最長的。牠的喙很大，但不及C. c. principalis的喙顯眼，而頸羽的底部呈灰色。
- 東北渡鴉 C. c. kamtschaticus：出沒於亞洲東北部，與指名亞種一同生活於貝加爾湖地區。牠是中等體型，介乎於C. c. principalis及C. c. corax之間，比指名亞種有更大及更厚的喙。
- C. c. principalis：出沒於北美洲北部及格陵蘭。牠們有著很大的體型及最大的喙，羽毛有強烈的光澤，頸羽則很豐滿。
- C. c. sinuatus：出沒於美國的中南部及中美洲。牠們的體型細小，喙比C. c. principalis較細及窄。

### 演化歷史
渡鴉在舊大陸中演化，並橫跨白令陸橋前往北美洲。最近關於全世界渡鴉DNA的遺傳學研究顯示，這些鳥類至少可分為兩個分支：一個是出沒於美國西南部的加利福尼亞分支；另一個則是其他北半球地區的全北區分支。兩分支的外表看來相似，但遺傳學上的差異顯示，牠們在約二百萬年前就已經出現分歧。
這個研究結果顯示美國其餘地區的渡鴉與在歐洲及亞洲的渡鴉是近親，較加利福尼亞州分支更為接近，而加利福尼亞州分支（C. c. clarionensis）就較全北區分支與白頸渡鴉（C. cryptoleucus）更為接近。全北區分支的渡鴉則較加利福尼亞州分支與染色鴉接近。故此，渡鴉被認為是並系群。
這個發現的解釋是渡鴉在加利福尼亞州已住上了最少二百萬年，並在冰河時期與牠在歐洲及亞洲的親屬分開。一百萬年前，加利福尼亞州分支的一類演化成新的物種：白頸渡鴉。其他全北區分支的成員則是後期（可能與人類同期）從亞洲遷徙而至的。
另一項關於渡鴉線粒體DNA的研究顯示，C. c. tingitanus這個亞種與其他全北區分支有著遺傳上的差異。此亞種只在北非及加那利群島出沒。研究亦顯示C. c. tingitanus不會與其他亞種混種繁殖。

## 特征
成熟的渡鴉約56-69厘米長，雙翼展開長115-130厘米。紀錄中的體重為0.69-1.63公斤，是雀形目中最重的鳥類。在較冷的地區，如喜瑪拉雅山及格陵蘭，渡鴉的體型的喙都是較大的；而在暖和的地區的渡鴉體型及喙的比例都較小。渡鴉的喙很大及輕微彎曲，尾巴明顯分層，羽毛大部分都是黑色有光澤，虹膜深褐色。頸羽是長及尖的，而底脚多是淡褐灰色。幼鳥的羽毛相似但較沉，而虹膜是藍灰色的。
渡鴉與其親屬烏鴉有所不同，除了更為龐大的體型外，渡鴉有較大及重的喙、既長且蓬鬆毛的喉部羽毛、楔形的尾羽等，渡鴉還有著獨特的深沉叫聲，資深的聆聽者可以聽出與其他鴉屬的分別。牠們的詞彙亦很廣泛，包括有高的敲打聲、刺耳的聲音、低沉的嘎嘎聲及接近音樂的響聲。
渡鴉可以很長壽的，尤其是在籠子中或受保護的環境下。在倫敦塔中就有多於40歲的渡鴉。在野外的壽命則較短，一般只有10-15年的壽命。被繫放的渡鴉最長壽命有13歲。

## 分佈及棲息地

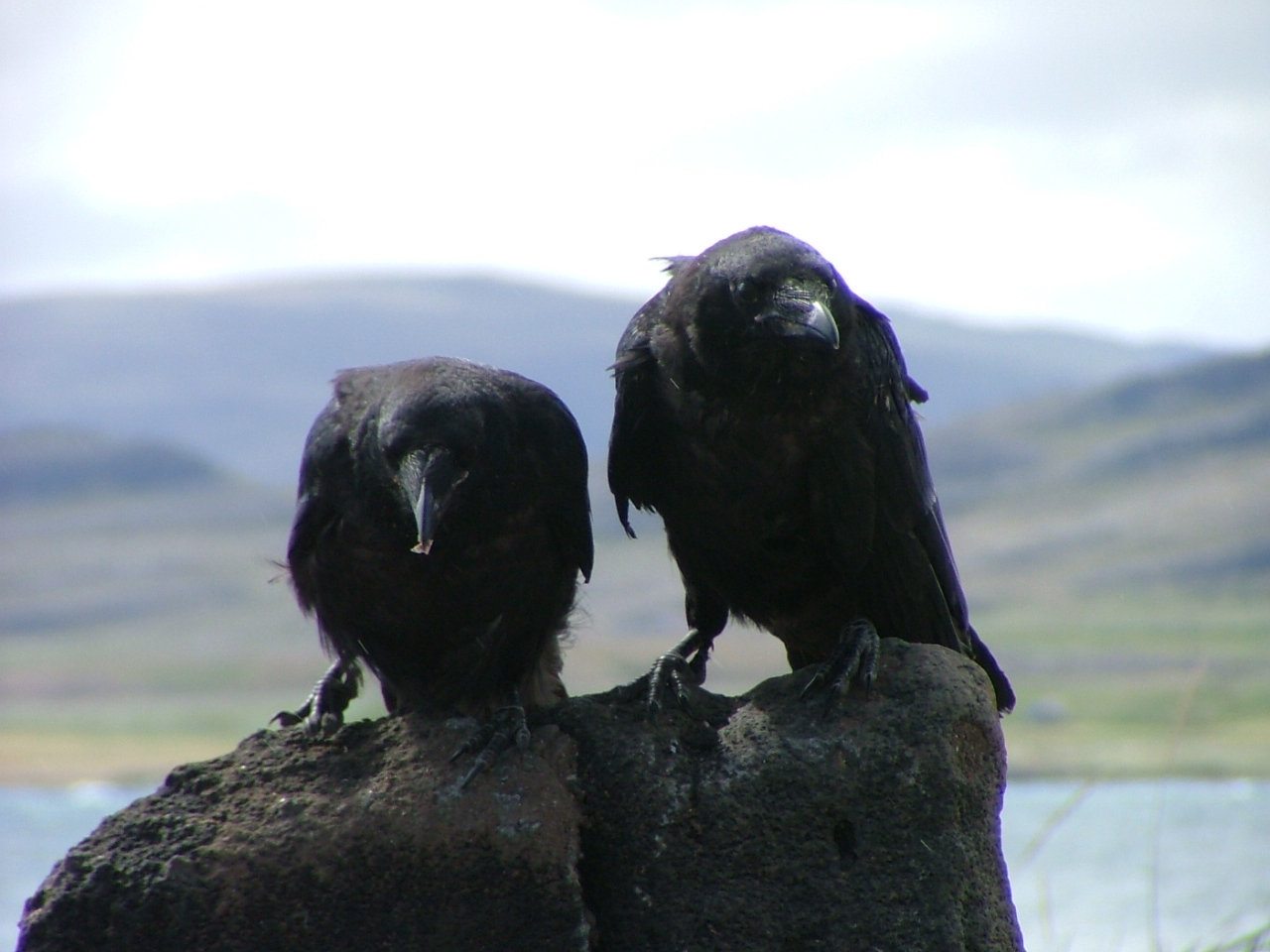
冰島上的兩隻幼渡鴉

渡鴉可以在不同的氣候下生存，而事實上牠們是鴉屬中分佈最廣的物種。牠們分佈在整個全北區，由北美洲的北極與溫帶棲息地及歐亞大陸，至北非的沙漠及太平洋的島嶼。在不列顛群島，牠們普遍在蘇格蘭、英格蘭北部及愛爾蘭西部生活。在西藏，牠們可以生活在海拔5,000米，及在高達6,350米的珠穆朗瑪峰上。
除了在北極的棲息地，牠們一般都會全年留在其地方生活。幼鴉則可能會在局部分散。
在法羅群島，曾存在著一種已滅絕的渡鴉色彩形態，稱為染色渡鴉。
大部分渡鴉喜歡有著一大片草原的樹林地區，或是海岸區域，供牠們築巢及攝食。在一些人口稠密的地區，如美國的加利福尼亞州，牠們會利用豐富食物供應的優勢，來繁殖大量的下一代。

## 行為
渡鴉經常是成雙成對的，而有些年輕的渡鴉會組成群族。在渡鴉之間會經常出現爭吵的情況，但牠們都是熱愛家庭的。

### 飲食

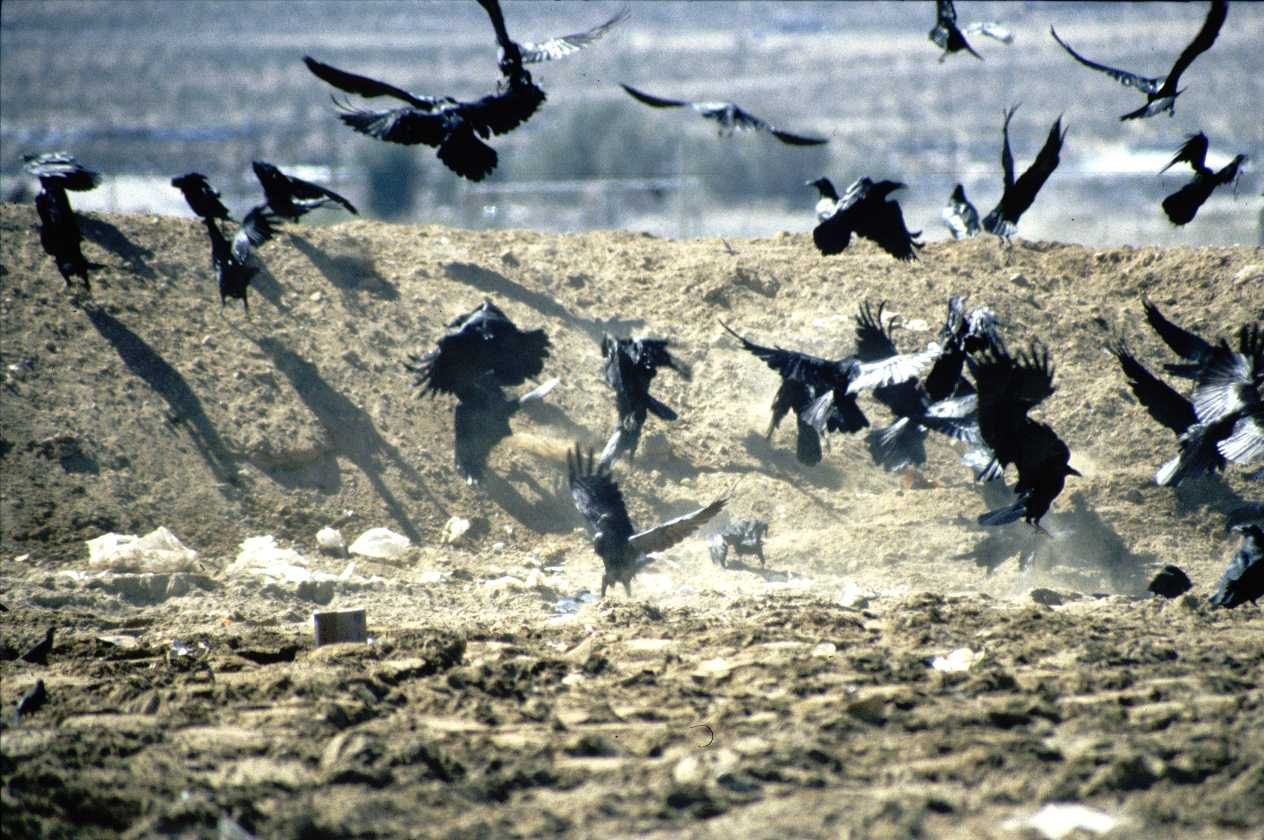
一群渡鴉在垃圾堆中尋找食物。

渡鴉是雜食性的及高度機會主義。牠們的飲食會就不同地區、季節及收穫所變更。例如，那些在阿拉斯加北灣凍土層覓食的渡鴉會透過捕獵來補充牠們一半所需的能量，主要是田鼠，而另一半則會是吃如馴鹿及岩雷鳥的腐肉來補充。
在一些地方，牠們主要是吃腐肉及連帶的蛆及埋葬蟲科。植物包括穀物、草莓及水果都會是牠們的食糧。牠們會捕獵無脊椎動物、兩棲動物、爬行動物、細小的哺乳動物及鳥類。渡鴉亦會吃動物糞便內未經消化的部分，及人類的食物殘渣。牠們會儲存起過多的食物，尤其是包含脂肪的食物，並且會收藏在其他渡鴉看不到的地方。牠們會搶走其他動物，例如北極狐的獵物。牠們亦會在冬天跟蹤其他犬科，例如狼，去偷竊其腐肉。
在接近人類食物殘渣的地方築巢的渡鴉，其飲食會有較多食物殘渣；在路邊築巢的渡鴉會吃被車輛殺死的脊椎動物，而在偏遠地區築巢的則會吃較多節肢動物及植物。在以人類垃圾為食物來源的渡鴉會較易餵養。相反，於1984年至1986年有關渡鴉的研究中，發現在愛德荷州西南部的渡鴉以穀物為其主要食糧，還有細小的哺乳動物、草蜢、牛的腐肉及鳥類。
幼鳥其中一種行為是招攬，主導的渡鴉會以一連串的叫聲來呼喚其他渡鴉到豐富食物的地方，如腐肉。有指這種行為可以幫助幼鳥凌駕在成年渡鴉之上，避免牠們在吃腐肉期間被驅趕。另一個解釋指牠們是互相合作來分享大型腐肉的資料，因為這些腐肉對於數隻渡鴉來說是太多。

### 繁殖

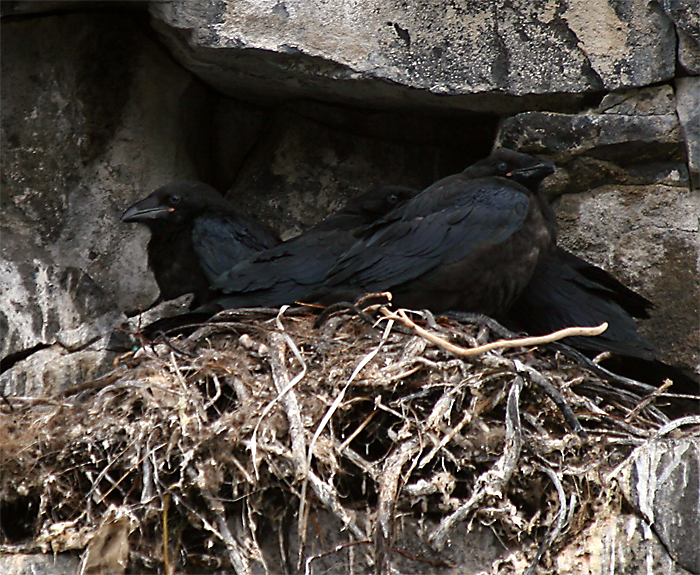
幼年渡鴉的巢。

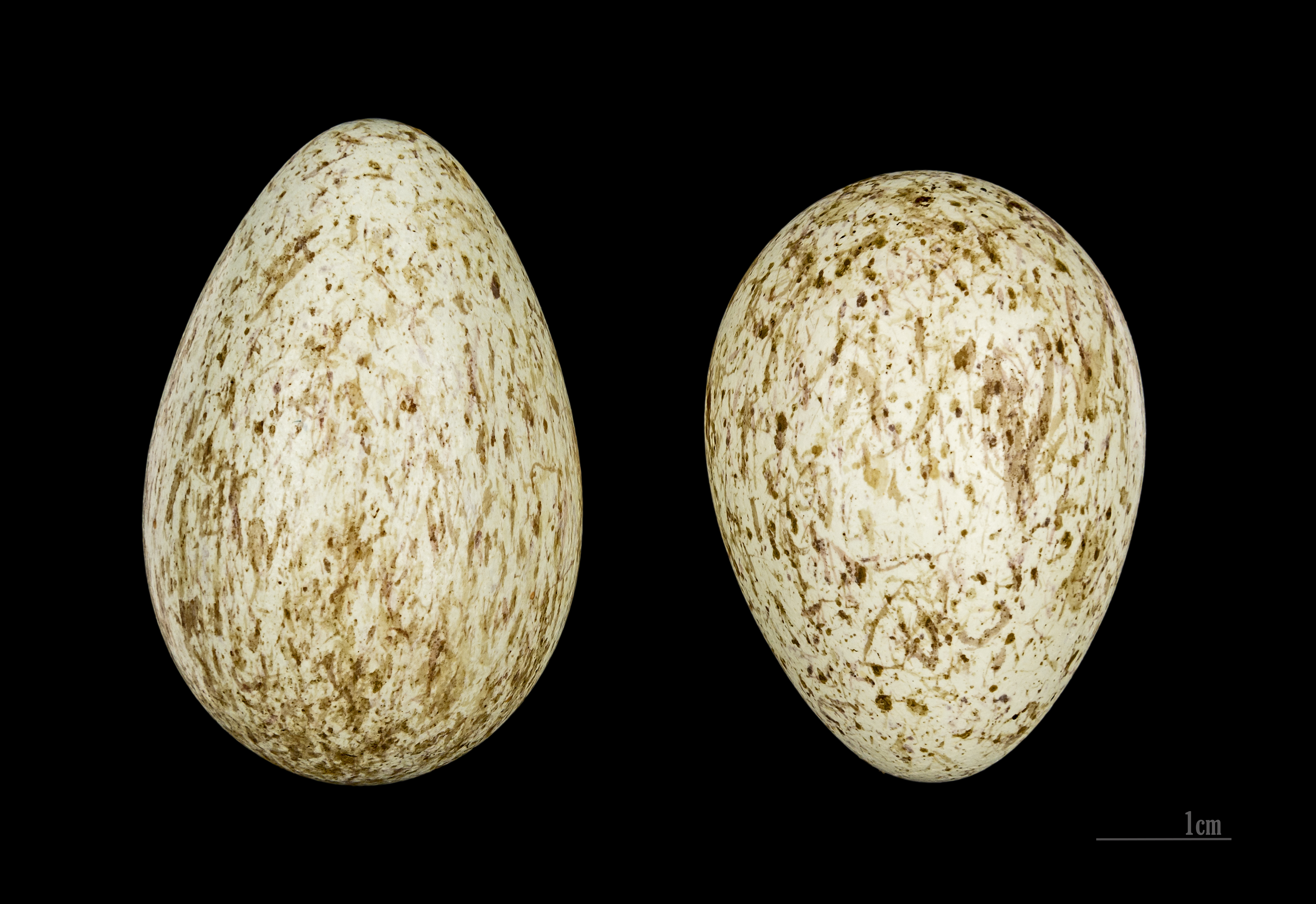
渡鴉 (Corvus corax)

渡鴉很小時就會開始成家立室，但多在兩至三年內都維持獨居。牠們吸引異性的方法是表演一些空中雜技、表現智慧及提供食物的能力等。牠們一旦結合後，就會開始築巢，並多會在同一地點終老。渡鴉中亦有出現偷情的情況，雄性渡鴉會在妻子離開後造訪雌性的巢。
渡鴉會在築巢及生育前建立自己的疆域，並會主動保衛其疆界及食物資源。疆域的大小視乎食物資源的密度來決定。巢是深碗狀，並由樹枝及細枝組成的，內層是樹根、泥土及樹皮，並且以軟質物料，如鹿毛皮所包圍。巢一般會在大樹上或懸崖，或有時在舊建築物或柱子上。
雌性每次會生下3-7顆青綠色及褪色斑點的蛋。孵化期約為18-21日，只由雌性所孵。雄性會站立保護幼鳥，而不會實際孵化牠們。幼鳥的哺育約35-42日，並由雙親所餵養。牠們會與雙親生活達6個月。
在大部分渡鴉分佈的地區，牠們會在2月初生蛋。在較寒冷的氣候中則會較遲，如在格陵蘭及西藏會在4月。在巴基斯坦的渡鴉則會在12月生蛋。

### 發聲

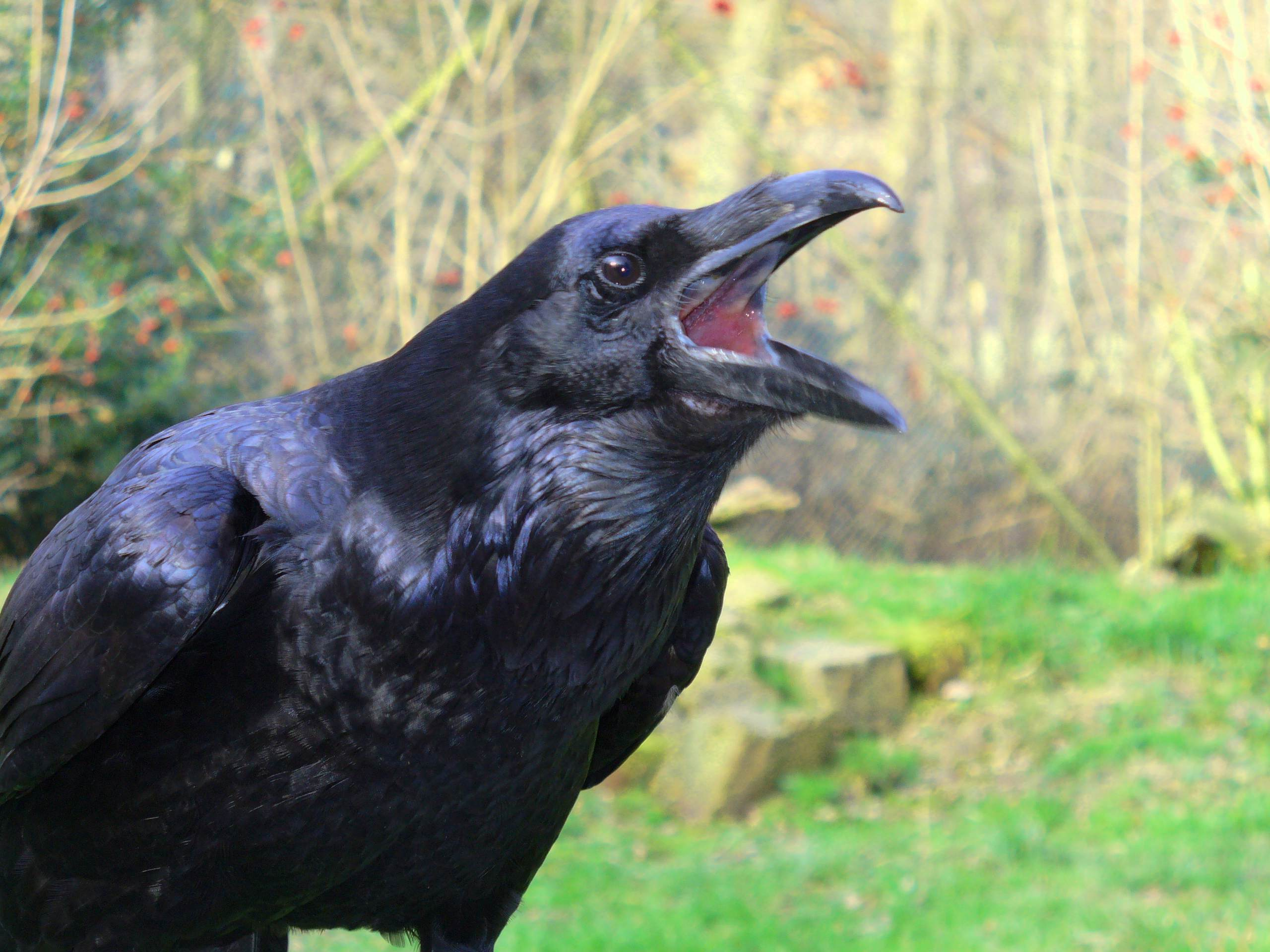
渡鴉會模仿人類的說話。

就像其他的鴉科，渡鴉可以模仿環境的聲音，包括人類的說話。牠們的發音很廣闊，而這一直也是鳥類學家的研究興趣。於1960年代初，有研究替渡鴉錄音及拍照。共有15-30類的渡鴉發音被錄下來，大部分都是用作社交的。這些叫聲包括有警報、追蹤及打鬥的叫聲。非語音的聲音包括有翼的嘯音及喙的咬聲。雌性比雄性會有更多的拍打聲及卡嗒聲。如果失去了伴侶，另一方會模仿伴侶的聲音來呼喚對方。

### 智慧
渡鴉在鳥類中是屬於腦部最大的一類。就像其他的鴉科，牠們被指有一些顯著解決問題的事蹟，令人相信鳥類也有高等的智慧。但是，科學家卻就牠們如模仿及洞察力等的認知過程並不確定。
有一個實驗曾設計來評估渡鴉的洞察力及解決問題的能力。這個實驗是將一塊肉用繩子掛在高台上，如果渡鴉為了要吃那塊肉，就必須要站在高台上，拉高繩子一段短的時間，並繞圈子縮短繩子。五隻渡鴉中有四隻最終成功，且在不成功與可靠行徑之間，並沒有任何明顯的試錯學習。
亦有觀察渡鴉利用其他動物來協助處理事件，如呼叫狼及野狗等前往動物死屍的地方。這些犬科替其撕開腐肉，協助牠們更易於食用。牠們會觀察其他渡鴉收藏食物，牢記這些收藏的地點，並從而偷取食物。這類盜賊的行徑在渡鴉中很普遍，故牠們會從食物來源飛往更遠的地方來收藏食物。牠們亦被觀察到會假裝收藏食物，以混淆追蹤者。
渡鴉偷取且收藏如光滑的小圓石、金屬及高爾夫球等亮閃閃物體的習性廣為人知。對於此行為其中一種理論是為了吸引其他渡鴉。其他研究則指出幼崽對所有新事物都很好奇，而成鳥則保留了被光亮及圓形的物體所吸引，因這些物體很像蛋使牠們有收集這些物品的嗜好。成熟的渡鴉在不尋常的情況下會失去其興趣，並會新事物產生恐懼。
近年生物學家開始識別哪些鳥種會進行遊戲。幼年的渡鴉是最愛玩耍的鳥類之一。生物學家觀察到牠們會從雪堤滑下，似乎完全只是為了好玩。牠們甚至會跟其他物種玩，例如與狼或狗玩捉迷藏，亦有觀察到類似為了玩樂的偷拔其他動物尾巴的毛的現象（tail pulling）。渡鴉亦會作出特技表演，如翻圈飛行（翻跟斗飛）等調皮的動作。

## 與人類的關係

### 保育管理
渡鴉分佈很廣，且沒有滅絕的危險。在某一些地區，牠們的數量因失去了棲息地及被直接迫害而有所減少；但在另外一些地區，牠們的數量卻有大幅度的增長，並成為了害獸。渡鴉可以對農作物，如堅果及穀物造成破壞，或是傷害家畜，如啄食新生羊或牛的眼睛等。
在莫哈維沙漠西部，人類的定居及土地發展在25年間引致渡鴉的數目估計有16倍的增幅。城鎮、填海、污水處理及人工湖開創了食物及水源。渡鴉亦在柱子上及裝飾樹上築巢，並被高速公路上的屍體所吸引。渡鴉在莫哈維沙漠急劇的增加，引起了對瀕危的沙漠地鼠龜的威脅。渡鴉會捕獵只有軟殼及行動緩慢的幼龜。控制渡鴉的計劃，包括有射殺及捕捉渡鴉、減少在填海中暴露的垃圾。在芬蘭自18世紀中至1923年都會獎勵獵殺渡鴉。在阿拉斯加亦有出現排擠的情況，渡鴉數目的增長危害了小絨鴨（Polysticta stelleri）的數量。

### 文化

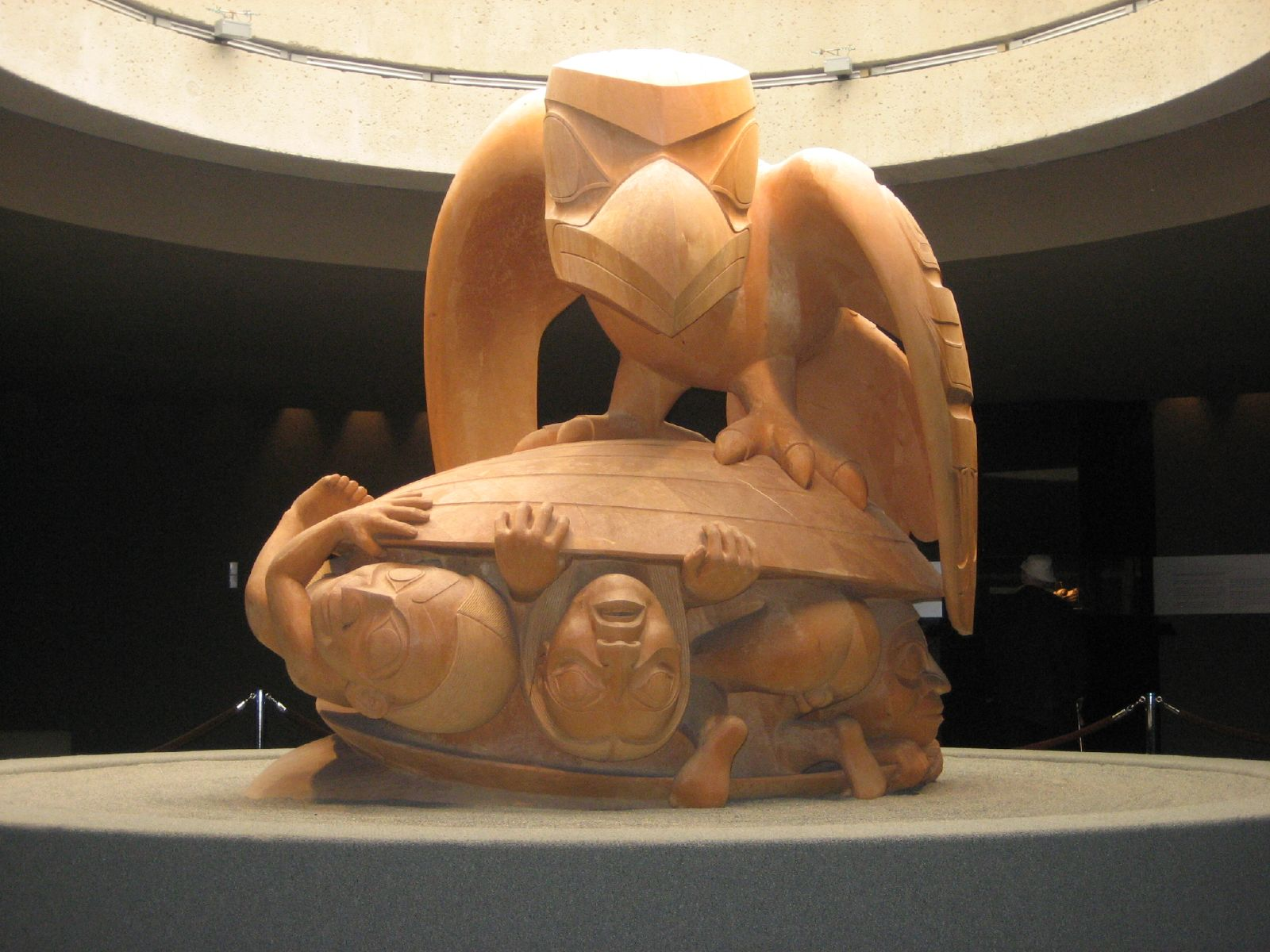
《烏鴉與人類的誕生》顯示了部分的海達神話。

在北半球的地區，及人類的歷史，渡鴉都是力量的標記及在神話和民俗學的主題。牠一直被認為是不詳的預兆及與死亡掛鉤。由於渡鴉會吃因戰爭及處刑被殺的人類屍體腐肉，牠們被認為與死亡及亡魂有所關連。在瑞典，渡鴉被認為是被殺之人的鬼魂；在德國，牠們則是被咒詛之人的靈魂。
很多北美洲太平洋西北地區的原住民尊崇渡鴉為神明。在特林吉特人及海達族文化中，渡鴉同是騙子及創造者的神。維京人相信在奧丁肩膀上的渡鴉福金及霧尼會觀看及聆聽世界上的所有，而北歐的奧克尼伯爵、英格蘭、挪威及丹麥的克努特大帝及哈拉爾三世都帶有渡鴉的標記。在《聖經》舊約中亦有幾處提及渡鴉，而渡鴉亦是不丹神話中大黑天的行者。
對於居住在不列顛群島的凱爾特人來說，渡鴉正是他們的象徵。而在愛爾蘭神話中，女神摩利甘在英雄庫胡林死後以一隻大渡鴉的形象降落在他的肩膀上。在威尔士神话中，這種鳥據說跟威爾斯巨神布蘭有關，而其名正有「渡鴉」的意思。根據《馬比諾吉昂》，布蘭的頭正是葬在倫敦，作為對抗入侵的護身符。期後有傳說指只要倫敦塔上有渡鴉的存在，英格蘭就不會給戰敗予外來的入侵者。雖然一般都認為這是古時的信念，但有研究發現這個傳說在19世紀並未有出現，故有可能是從布蘭的傳說所製造出來的。事實上，過往塔上長期也沒有渡鴉，而是在第二次世界大戰中重新引入的。現時政府為了保障或吸引遊客，而在塔內飼養了幾隻渡鴉。這些渡鴉的其中一隻翼上的主要羽毛會被定期剪去的，以確保牠們不能離開。
除了在傳統的神話及民俗學上，渡鴉在現代的著作中亦經常出現，就如威廉·莎士比亞的著作，及愛倫·坡的《烏鴉》。現代文學中亦可見到渡鴉，如查爾斯·狄更斯、約翰·羅納德·瑞爾·托爾金、史蒂芬·金《最後的槍客》及瓊安·艾肯，與其他。渡鴉亦在曾成為神明的地區被用作象徵，如不丹的國鳥、育空地區的官方鳥、萌島軍隊的服裝及美式足球球隊巴尔的摩乌鸦的徽章。
暴雪娱乐出品的即时战略游戏星际争霸2中，人类的全方位工作机被命名为“渡鸦”。

## 外部連結
- PBS Nature: Ravens （页面存档备份，存于）
- RSPB: Raven （页面存档备份，存于）
- Caring for ravens as pets
- Beringia South Raven Research （页面存档备份，存于）
- BirdLife Species Factsheet （页面存档备份，存于）
- Cornell Laboratory of Ornithology Species Account （页面存档备份，存于）
- Common Raven videos on the Internet Bird Collection
- ARKive images

### 聲音連結
- 渡鴉的叫聲 （页面存档备份，存于）